# Super Bowl XL
Super Bowl XL był czterdziestym Finałem o Mistrzostwo NFL w zawodowym futbolu amerykańskim, rozegranym 5 lutego 2006, na stadionie Ford Field, w Detroit, w stanie Michigan.

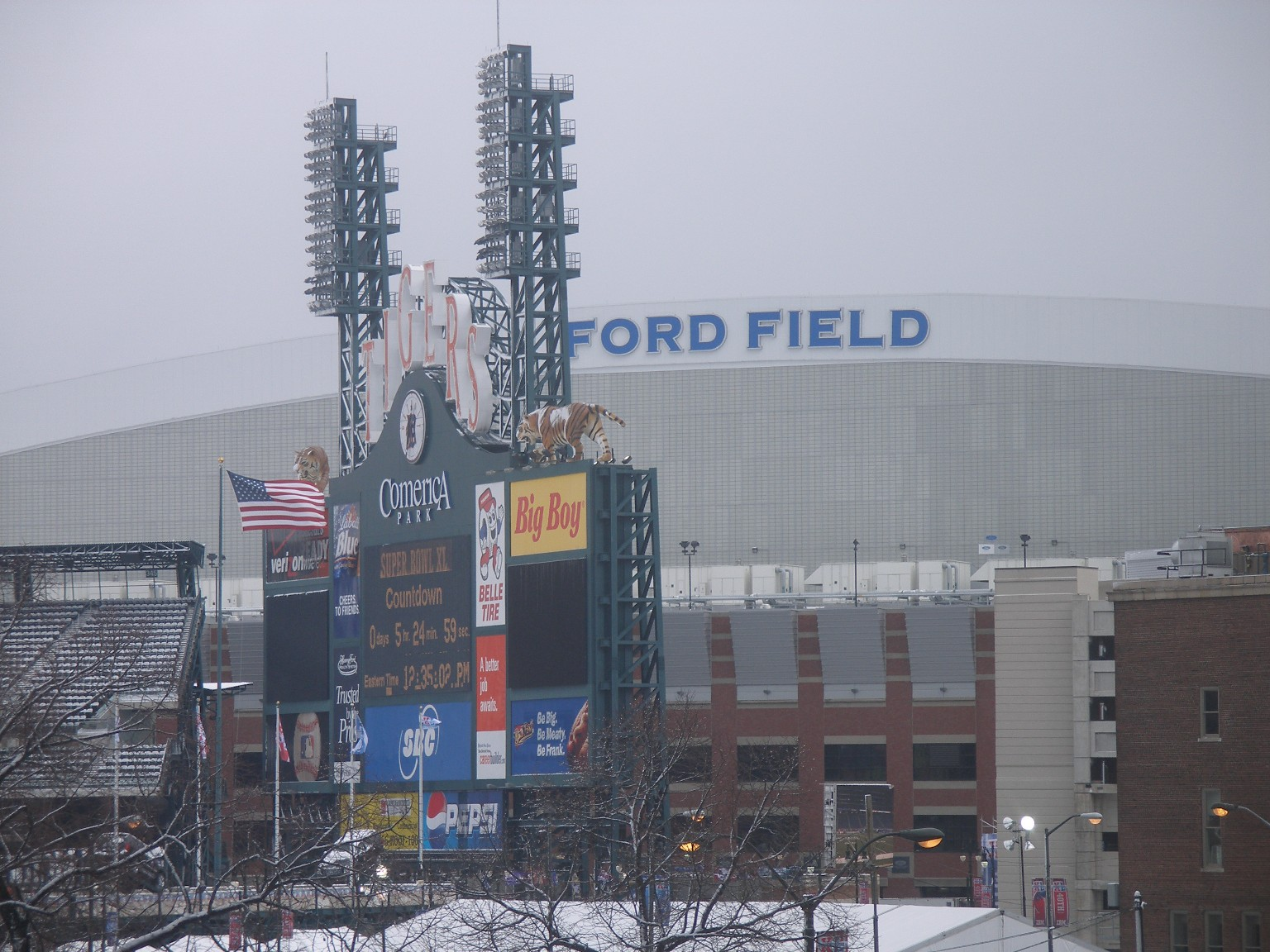
Stadion Ford Field

Drużyna Pittsburgh Steelers, mistrz konferencji AFC, pokonała mistrza konferencji NFC drużynę Seattle Seahawks, w stosunku 21-10. Podczas, gdy dla "mew" z Seattle był to pierwszy występ w finale rozgrywek w historii klubu, zwycięstwo dało drużynie z Pittsburgha rekordowy, piąty tytuł mistrzowski.
Amerykański hymn państwowy przed meczem zaśpiewała Aretha Franklin w towarzystwie Aarona Neville oraz 150-osobowego chóru. W przerwie spotkania na stadionie miał miejsce minikoncert zespołu rockowego The Rolling Stones.